# Multicolored Midnight
Multicolored Midnight ist ein Jazzalbum von Thumbscrew, einem Trio bestehend aus Michael Formanek, Mary Halvorson und Tomas Fujiwara. Die am 2. und 3. September 2021 im Studio The Bunker, Brooklyn, entstandenen Aufnahmen erschienen am 30. September 2022 auf Cuneiform Records.

## Hintergrund
Thumbscrew ist ein kollektiv geführtes All-Star-Jazztrio mit Michael Formanek am Kontrabass und Elektronik, Mary Halvorson an den Gitarren und Tomas Fujiwara am Schlagzeug und Vibraphon, das 2012 entstand. Multicolour Midnight ist ihr siebtes Studioalbum. Multicolour Midnight wurde, wie seine letzten Vorgängeralben The Anthony Braxton Project (2020) und Never Is Enough (2921), während eines Aufenthalts des Trios als Artist in Residence im Veranstaltungsort City of Asylum in Pittsburgh entwickelt; die Stücke des Albums entstanden dort im August 2021.

## Titelliste

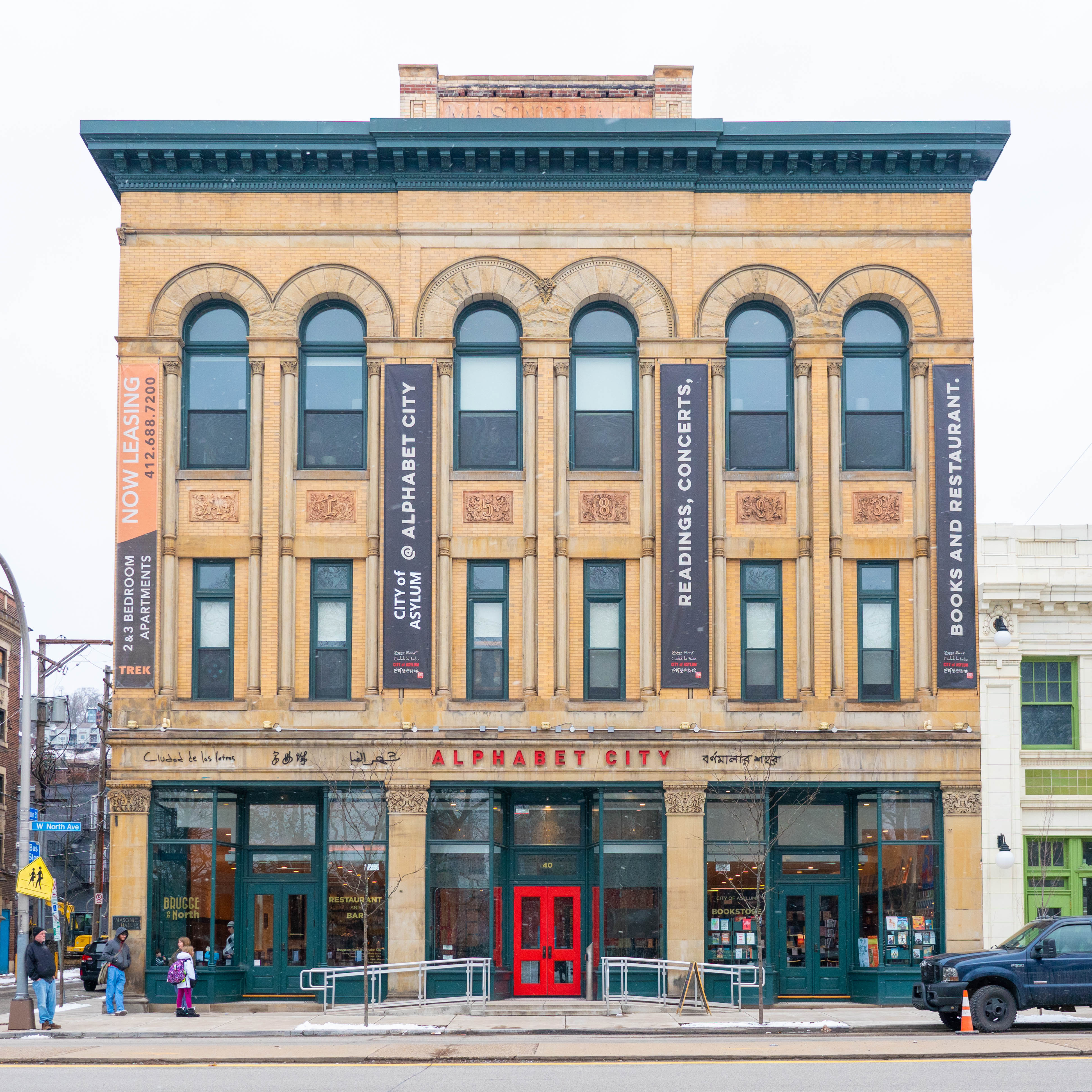
Der Hauptstandort von City of Asylum im Alphabet City, Pittsburgh

- Thumbscrew: Multicolored Midnight (Cuneiform Rune 485)[2]

1. I’m a Senator (Formanek) 4:41
2. Song for Mr. Humphries (Fujiwara) 4:40
3. Survival Fetish (Halvorson) 5:33
4. Shit Changes (Formanek) 5:13
5. Fidgety (Formanek) 6:49
6. Multicolored Midnight (Halvorson) 4:24
7. Future Returns and Nostalgia (Fujiwara) 8:24
8. Capsicum annuum (Formanek) 4:49
9. Swirling Lives (Halvorson) 8:12
10. Should Be Cool (Formanek) 5:19
11. Brutality and Beauty (Fujiwara) 4:18

## Rezeption

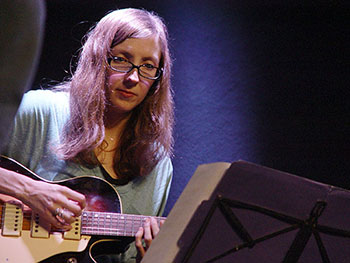
Mary Halvorson (2014)

Dave Sumner schrieb in Bandcamp, nach zehn Jahren und sieben Alben würde das Trio aus Mary Halvorson, Michael Formanek und Tomas Fujiwara nicht weniger modern und zukunftsorientiert als zu Beginn ihrer Karriere klingen. Wo sie zuvor einige äußerst faszinierende Interpretationen von Jazzklassikern geschaffen haben, zeigen sie hier mit ihren Eigenkompositionen stilistisch eine viel größere Ausdruckspalette. Bei manchen Stücken spiele das Trio schnell und locker mit Strukturen, manchmal arbeite es aus unkonventionellen Blickwinkeln und verfolge eine liberale Herangehensweise an Ursache-Wirkung, manchmal lasse es einfach zu, dass Ausdrucksformen losgelöst von dem, was zuvor kam, abdriften. Am anderen Ende des Spektrums würde es auch Stücke geben, bei denen sich das Trio einer eingängigen Melodie nähert und gleichzeitig großzügige Hinweise darauf gibt, was als Nächstes kommt.
Obwohl Thumbscrew als Zusammenarbeit zwischen drei der einzigartigsten Stimmen des modernen Jazz begann, habe es sich inzwischen zu einer ganz eigenen kollektiven Identität entwickelt, meinte Shaun Brady in JazzTimes. Ungeachtet der Komplexität und Exzentrik ihrer Kompositionen würde ein ausgeprägter Sinn für Verspieltheit ihren Sound durchdringen. Zwischen Halvorsons schlüpfrigen Windungen, Formaneks trampolinartiger Elastizität und Fujiwaras schwer fassbarem rhythmischem Jonglieren sei es „die Avantgarde, wie sie durch einen Spiegel einer Geisterbahn gesehen wird.“  Die Bandkollegen würden zwar individuell komponieren, die Musik aber gemeinsam entwickeln und den elf Tracks eine täuschend spritzige Geschlossenheit verleihen. In ihrer Fähigkeit, in unvorhersehbares und überraschendes Terrain einzutauchen und dabei einen luftigen Auftrieb zu bewahren, fühlen sich diese Melodien „wie tiefe, prüfende Gespräche zwischen alten Freunden“ an, die einen ähnlich verzerrten Sinn für Humor teilen.
Will Layman schrieb in Pop Matters, es sei für die, die sich zuvor vom Folter-suggestiven Name der Band oder von der Assoziation der Musiker mit dem Avantgardeflügel des zeitgenössischen Jazz hätten abschrecken lassen, an der Zeit, ihre Haltung zu überdenken. In den Stücken „I’m a Senator!“ und „Capsicum Annuum“, beides Kompositionen von Formanek, oder „Brutality and Beauty“ von Fujiwara spiele Formanek auf dem Bass mitreißende Muster, was die Band auf festem Boden verankere, auch wenn dieser Groove nicht ist immer geradeaus 4/4-Takt sei. In dieser kleinen Besetzung sei immer genug Raum, um Formanek auch als formidable melodische Kraft hören zu können.